# 高主教書院
22°16′42″N 114°09′12″E / 22.278305°N 114.153321°E
高主教書院（英語：Raimondi College，簡稱RC）是香港一所由天主教香港教區於1958年創辦的傳統名校
。校舍位於中環西半山羅便臣道2號，鄰近香港明愛總部和聖母無原罪主教座堂，主要由三座大樓組成，主建築樓高165呎，共有14層，為全港最多層數的中學，全校舍佔地10,200平方米學校同時於灣仔和北角設有小學部及幼稚園部，中小幼全部合共約有2,100名學生就讀。學校大多數是以持續性評估的，因為持續和進展性的評估能減輕考試的壓力，在學習過程提供適當的回饋，以改善他們的學習效能。學校為“尖子”提供增潤課程，如數學組、科學組、中文辯論及英文辯論等，讓他們各展所長，投入學習。高主教書院曾是全香港海拔最高之中學。

## 歷史

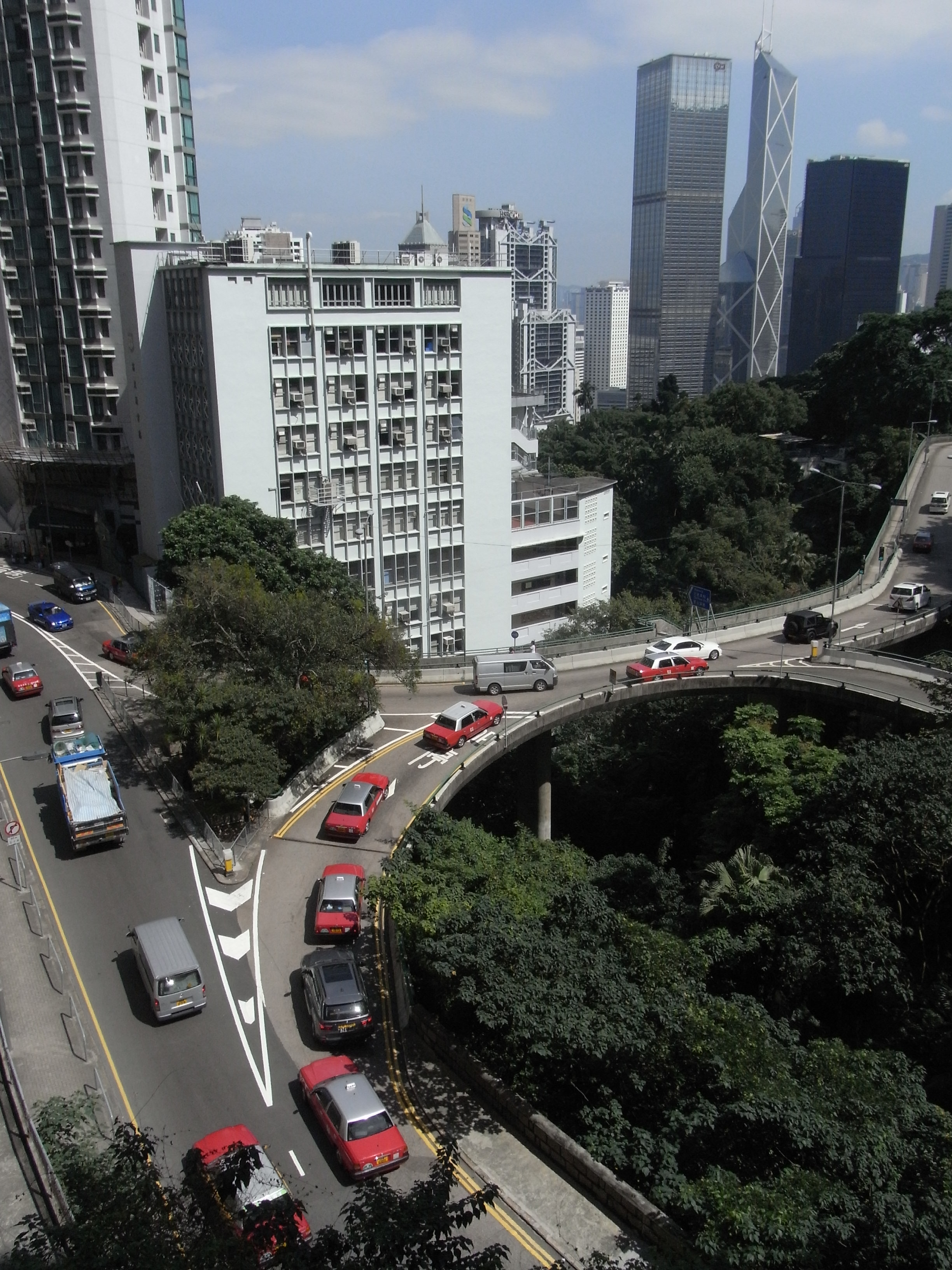
高主教書院座落於香港動植物公園旁的山坡上

高主教書院的名稱來自一名宗座外方傳教會會士，高雷門主教。高雷門主教在1827年出生，曾於1874年至1894年從意大利米蘭遠赴香港傳教，並成為香港第一任宗座代牧。
位置方面，高主教書院地勢較高，其所處的羅便臣道2號地皮在早期屬於香港聖母無原罪主教座堂一部份，後來在1921年成為香港華仁書院的主校舍，該址至今仍然在天主教香港教區的管理範圍內。
1955年，香港華仁書院遷往灣仔皇后大道東校舍直到現在。1958年4月10日，適值宗座外方傳教會慶祝來港服務100周年，高主教書院由當時的教區主教白英奇主教奠基興建，並邀請訪港的聖座傳信部部長雅靜安樞機為該校主持祝聖。
高主教書院的舊生會、家長教師會和學生會先後於1961年、1966年和1969年成立，期間隨著中六大樓（現）落成也於1967年開辦了三班中六預科課程。1978年，高主教書院成為津貼學校，同年上半年發生金禧事件，部分師生到本院附近主教府請願。
高主教書院在創校之初已採用英語授課，而教育統籌局也在1998年正式批准高主教書院使用英語作為主要教學語言，該校隨即成為香港114間英文授課中學（即學校）之一。
2008年，高主教書院迎來50週年校慶，同年宣布小學部遷往灣仔司徒拔道肇輝臺1E，即前聖瑪加利書院校園。中小學部亦同時轉為男女校。

### 年表

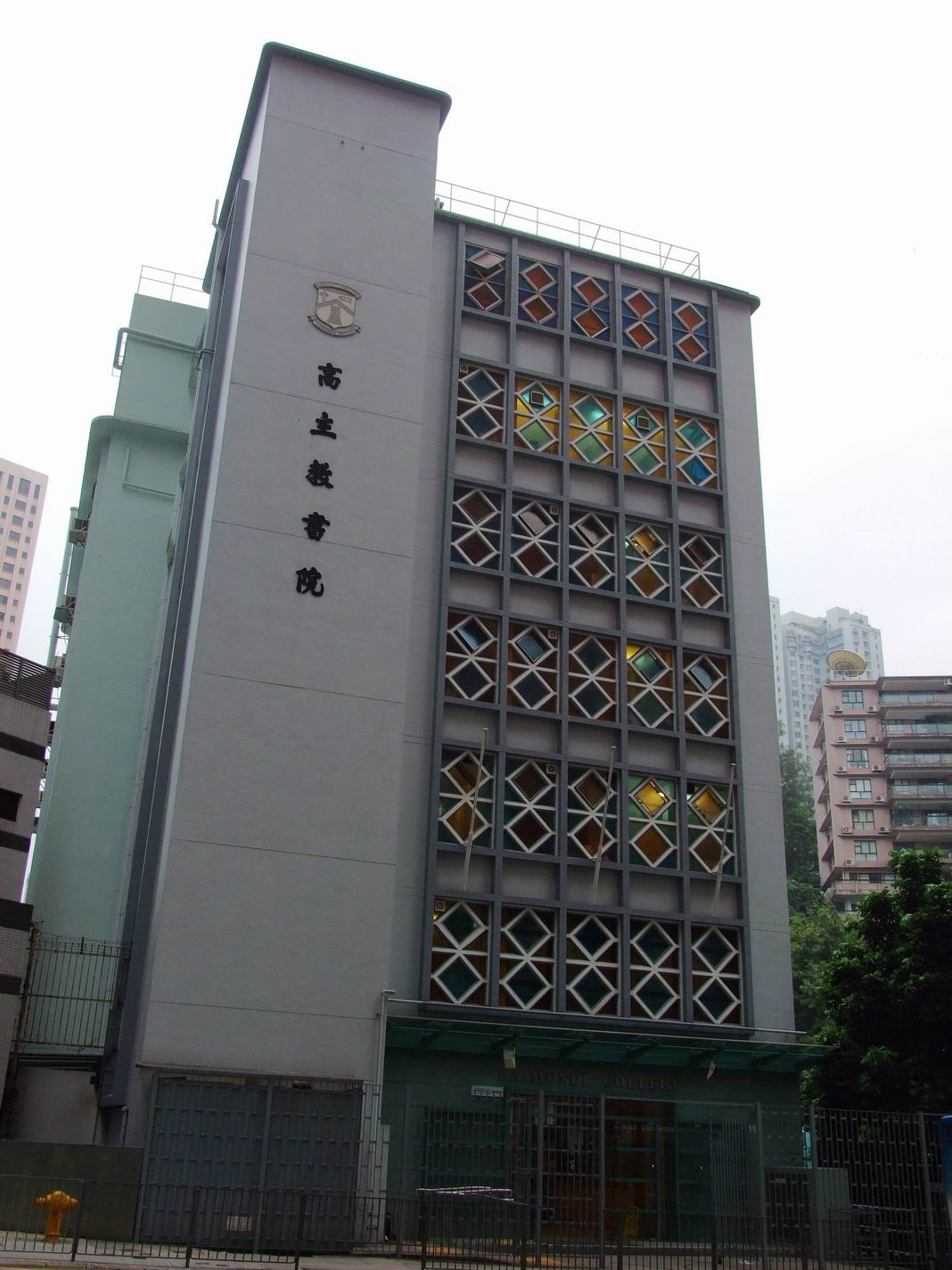
高主教書院羅便臣道入口

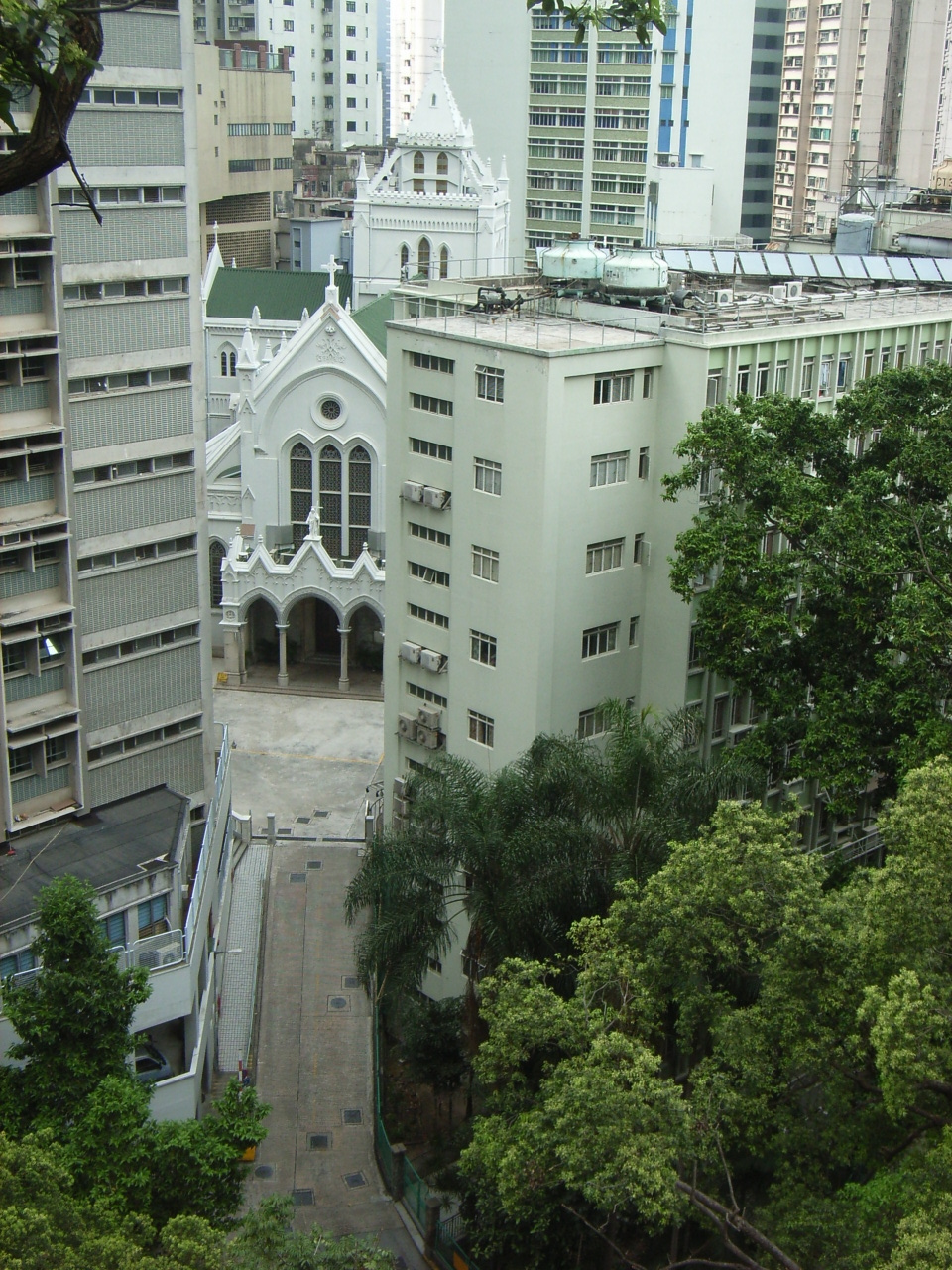
高主教書院己連拿利車輛入口

1958年：
校舍主大樓落成，第一任校監及校長為祈良神父。首屆入讀中小學部的學生合共有2430人。
1960年：
11月，舉行首屆陸運會。
1961年：
12月，推出首冊校刊。
舊生會（當時稱為the Old Boys' Association）成立。
1962年：
家長教師會成立。
1967年：
10月，成立班長與學會主席委員會。
中六大樓落成，開辦了三班中六預科課程。
1968年：
班長與學會主席委員會更名為高主教書院學生會（Raimondi College Student Council）。
10月，舉行首屆水運會。
11月，學生會推出首本文集《砥柱》。
1971年：
4月，時任港督戴麟趾參觀學校。
9月，學校校舍擴展工程完成。
1977年：
8月，舊生會推出首份新聞集。
1978年：
高主教書院成為津貼學校。
1990年：
高主教書院學生會進行架構重組，並由更名為。
創校校長，時任校監祁良神父逝世。
1992年：
曾慶文神父接替已辭世的祁良神父成為高主教書院校監。
祁良神父教育基金正式成立。
1995年：區嘉為接任成為新校長。
1996年：
中學部禮堂（祁良堂）完成翻新。
1998年
成為香港114間英文授課中學（即EMI學校）之一。
2000年：
在這學年起，預科開始招收女生。
2002年：
舊生會英文名稱 Raimondi Old Boys' Association 更名為 Raimondi Alumni Association (RAA)。
2008年：
1月，高主教書院宣布小一和中一同時開始招收女生，並積極推行三三四高中教育改革。
5月，於香港文化中心舉辦50周年校慶音樂會
8月，高主教書院小學部正式搬遷往灣仔司徒拔道肇輝臺1E，即前聖瑪加利書院校園。
2012年
9月，接辦位於北角建華街三十號的天主教聖猶達幼稚園，正式復辦高主教書院幼稚園部。
李崇德太平紳士接替曾慶文神父成為高主教書院校監。
2013年
5月，於香港大會堂舉行校慶音樂會，慶祝學校創校55週年。
9月，校長區嘉為退休，由盧詠琴女士接任該職。
2014年
9月，開始推行小班教學，將中一由4班擴至5班，每班人數從一班30多人減至20多人，並逐年往較高班級擴展。
家長教師會進行改組，將中小學部的家長教師會分拆，成立高主教書院家長教師會。
2015年
4月26日，高主教書院家長教師會首次於山頂舉行「高峰跑」籌款活動。
5月14日，於香港大會堂舉行音樂會。該場音樂會除了是再次與小學部合辦之外，也首次邀請了幼稚園部學生參與演出。
5月21日，首次與小學部合辦水運會。
2017年
2月25日，高主教書院舊生會首次舉行「高瞻行」步行籌款活動，由小學部步行至中學部。
7月3日，於香港大會堂舉行音樂會。該場音樂會除了是再次與小學部合辦之外，也邀請了幼稚園部學生參與演出，慶祝學校即將邁向60周年鑽禧。
11月26日，高主教書院家長教師會再次於山頂舉行「高峰跑」籌款活動。
2018年
3月24日，高主教書院舊生會於香港會議展覽中心舉行60周年校慶晚宴，筵開120席。
11月24及25日，舉行60周年校慶開放日。
2020年
9月，校長盧詠琴退休，由副校長楊世德接任。
2023年
12月16及17日，舉行65周年校慶開放日。
2024年
9月，校長楊世德及副校長之一的鍾文毅退休，校長一職由何泰安接任，副校長則由原助理校長翁碧霞及葉美寶共同出任。

### 歷任校監
|    | 姓名                       | 任期        |
| -- | -------------------------- | ----------- |
| 1. |                            | 1958 - 1991 |
| 2. | Father J. B. Tsang         | 1992 - 2012 |
| 3. | Mr. Peter S. T. Lee BBS JP | 2012 - 2023 |
| 4. | Ms. L. Lo                  | 2023 -      |

### 歷任校長
|    | 姓名 | 任期        |
| -- | ---- | ----------- |
| 1. |      | 1958 - 1961 |
| 2. |      | 1961 - 1964 |
| 3. |      | 1964 - 1968 |
| 4. |      | 1968 - 1995 |
| 5. |      | 1995 - 2013 |
| 6. |      | 2013 - 2020 |
| 7. |      | 2020 - 2024 |
| 8. |      | 2024 -      |

## 學校象徵

### 校訓
- 堅毅力行（拉丁語：In Constantia Fortitudo）

### 核心價值
- Love - 愛心
- Unity - 協和
- Perseverance - 堅毅

## 校舍

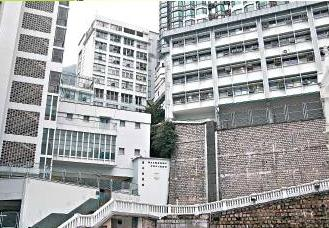
高主教書院主建築群，從左至右分別為Block B、A及C

整個校園分為三幢建築物，全部設有有蓋通道相連。
- （前稱：主大樓）樓高14層，中一至中五所有班級的課室均位於此大樓。大樓有升降機連接地下至7樓，而前往較高樓層則可於5樓至8樓轉乘另一部升降機。中一至中五級全部在課室內設有儲物櫃。
- 樓高10層，多數特別室均位於此大樓。大樓未設有升降機，但地下至8樓均與相連，可以使用相鄰的升降機。
- 樓高5層（樓層對應另外兩座大樓，設定為3樓至7樓），所有中六班別課室均位於此大樓。大樓共設有兩條通道通往，分別是5樓的無蓋通道連接 5樓、以及7樓由宏基國際賓館管理的有蓋通道連接 8樓，當中5樓與7樓的通道又有樓梯互相相連。5樓無蓋通道路旁另有職員通道連接花園和3樓。
- 宏基國際賓館緊鄰及，位於正對面，部分空間獲劃予學校使用。

全校所有課室均設有多媒體投影機、銀幕及上網設備。

### 設施
- 57個課室
- 2個禮堂
- 1個圖書館
- 6個實驗室
  - 1個生物實驗室
  - 2個物理實驗室
  - 2個化學實驗室
  - 1個綜合科學實驗室
- 5個操場
  - 1個有蓋籃球場
  - 1個露天籃球場
  - 3個有蓋操場
- 4個教員室
- 3個電腦室
- 童軍室
- SEN室
- 小食部
- 男女更衣室
- 地理室
- 醫療室
- 攝影學會攝製室
- 校務處
- 面談室
- 升學輔導中心
- 舞蹈室
- VR Cave
- 會議室
- 祈禱室
- 音樂室
- 美術室
- 航空學會室
- 健身室
- 社工輔導室
- 多媒體學習中心
- 家政室
- 學生會辦事處

## 科
，該科目用英語教授；C指Chinese，該科目用中文教授
- 中國語文（中一至中六級）C
- 普通話 （中一至中三級）C
- 英國語文 （中一至中六級） E
- Language across the Curriculum (語言藝術課） （中一至中二級）E
- Language Arts (語言藝術課）（中三至中六級）E
- 數學（必修部分）（中一至中六級）E
- 公民與社會發展科 （中四至中六級）C
- 綜合科學（中一、中二級）E
- 物理（中三級）E
- 化學（中三級）E
- 生物（中三級）E
- 生活與社會 （中一至中三級）E
- 地理（中一至中三級）E
- 歷史（中一至中三級）E
- 中國歷史（中一至中三級）C
- 音樂（中一至中四級）E
- 視覺藝術（中一至中四級）C＋E
- 體育（中一至中六級）C＋E
- 普通電腦（中一至中三級）E
- 宗教 （中一至中三級）C

中三級英文Language Arts語言藝術科於每年五月下旬舉辦話劇，全體中三級學生於課堂劇本撰寫、演習，透過課堂教授的語言技巧學以致用，以每組15-18人演出一場畫劇/故事。
中四級於每年五月份舉辦時裝表演，由視覺藝術科及音樂科合辦，於視覺藝術課介紹各種布料應用及設計，再透過音樂課學習選取合適背景音樂。
中五級英文科於每年二月份舉行Trade Market，學生分成每半班一組，在攤位向中一學生提供服務或售賣貨品，從而學習英語應用及銷售技巧；而中一學生將以老師事先派發的代用券支付相關貨品或服務。

#### 香港中學文憑考試指定選修科目 (每年因應情況是否開班）
- 物理（中四至中六級）E
- 化學（中四至中六級）E
- 生物（中四至中六級）E
- 資訊及通訊科技（ICT，中四至中六級）E
- 經濟（中四至中六級）E
- 企業、會計與財務概論（BAFS，中四至中六級，分拆為主修企業或主修會計）E
- 地理（中四至中六級）E
- 歷史（中四至中六級）E
- 中國歷史（中四至中六級）C
- 視覺藝術（中四至中六級，須待視覺藝術科主任批准）C
- 體育（中四至中六級，只限校內體育校隊學生修讀）C
- 數學（延伸部分）（單元一微積分與統計M1；單元二代數與微積分M2；2017年前為中四至中六級選修科，2017-2018學年起納入中四級必修部分及改作只限中五及中六級選修，至2019-2020學年轉回中四級選修）E
- 宗教及論理 （中四至中六級）C

#### 已停辦的香港中學文憑考試指定選修科目
- 音樂（2015-2016學年中四級為最後一屆，該屆只有一名女學生修讀）

## 學生組織

### 學生會
高主教書院學生會成立於1969年，每年由5至10人組成執行委員會。執行委員會在為期一年的任期內需負責舉辦各種校內校外活動、向鄰近商鋪爭取福利、以及代表學生與學校管理層交流。每年學生會執行委員會亦會通過面試，挑選最多40位學生成爲附屬委員協助舉辦各個活動。全校學生均為學生會會員，可享用學生會的福利和參與其舉辦的活動。學生會辦事處位於Block C 6樓電腦室旁，於午膳時間和放學後開放。

#### 選舉
學生會執行委員會每年舉行一次全校選舉，以選出繼任內閣。中四至中五級的學生可自由組成候選內閣，並在選舉前推出參選政綱、公開拉票、出席答問大會與辯論大會等各種競選活動，再由全校學生投票選出。在棄權票少於半數時，最高票的候選內閣將會當選；棄權票過半數時則將由學生會評議會（由各班級班會主席、正班長和各學會主席組成）舉行特別會議進行重選，對每個職位進行投票。在沒對手競爭的情況下，學生仍需進行信任投票，若不信任票多於信任票內閣則告落選，必須同樣經學生會評議會進行重選。若當年度沒有競選內閣、或唯一內閣在重選後仍未滿足五個核心職位最低要求，各個空置職位將由校長任命中五學生出任。

#### 活動
- 校園定向：於校園各處設計任務，供初中學生參加。
- 聯校口試訓練：與其他學校合辦或主辦口試訓練，供中六學生參加。
- 聯校聖誕舞會：與其他學校合辦或主辦聖誕舞會，供中四至中六學生參加。
- 維園年宵攤檔：與舊生會合辦，於維多利亞公園年宵市場營運攤檔售賣由學生設計的貨品，資金由舊生會提供。在組織委員會，籌備，設計產品等工作上都由學生作領導的角色，老師和舊生只會在旁協助和提供意見，以訓練學生的領導才能。攤位由創始起一直沿用「高檔」作為名稱，亦會在每年踏入大年初一的凌晨高唱校歌。
- 盤菜宴：與舊生會合辦，邀請舊生於晚上聚餐。
- 微笑日：當日於全校邀請師生拍照，並合成師生的笑容製成橫額。
- 高主教節：舉辦各種比賽及活動，包括與體育聯會合辦師生足球和籃球比賽。
- 綜藝表演：作為中一至中五試後活動，執行委員會需負責編寫並親身演出一場綜藝表演。

### 學長團
學長團（Prefect Body）是高主教書院的風紀組織，負責於全校執行紀律管制。學長團同時負責在陸運會、水運會等大型活動中維持秩序，也在學生會選舉中擔任監票的角色。
學長團執行委員會由七名中五學生組成，分別有一名首席學長（Head Prefect）、一名副首席學長（Deputy Head Prefect），以及五名助理首席學長（Assistant Head Prefect），當中五名助理首席學長也各自負責、和五個部門。

### 社制
社制始於1980年，目的在於促進良性競爭的氣氛，加強同學對其所屬的社的歸屬感。在一個社中，有來自各級各班的學生，由高中生帶領低年級學生投入校園生活，參加不同的校內活動，如陸運會、水運會等競技活動，皆是以「社」為單位進行比賽，以鼓勵學生的團隊精神和合作精神，也使不同年級的學生能夠融洽共處。而每個社分別有一名社長，由學生主動自薦後，經老師選出最佳人選擔任；而社監則會為老師擔任，每個社都有一名社監負責協助轄下的社長舉辦活動。
校內設有6個社，但於90年代末更改為5個社，後來於千禧後取消了社制，並以臺灣流行的班制取代。校方分別在2015年4月和2016年3月舉辦兩次全校諮詢會，並於2016年9月復辦社制。
現在的4個社分別為：
| 社          | 顏色 |
| ----------- | ---- |
| St. Luke    | 紅色 |
| St. Mark    | 藍色 |
| St. John    | 黃色 |
| St. Matthew | 綠色 |

### 課外學會及校隊
學生會屬下設有各類學會，學生可自由選擇參加任何學會，亦可在老師的指導下籌辦學會，以培養學生對各方面的興趣和知識。所有學會均由學生擔任幹事籌辦活動。
為配合三三四高中教育改革，學校在2012年開辦通識學會，新聞聯會亦於同年更名為文社。2015年，校園電視台併入攝影學會，英文名稱更改為。

#### 主要科目學會
- 中文學社
- 英文學會
- 數學學會
- 通識學會
- 科學聯會
- 社會科學聯會

#### 服務及制服團體
- 公益少年團
- 香港航空青年團第1O6中隊
- 扶輪少年服務團
- 少年警訊
- 圖書館學會
- 港島第99旅童軍團
- 港島第99旅深資童軍團
- 港島第99旅空童軍團
- 香港紅十字會青年團第七團
- 學生大使隊

#### 運動校隊
- 體育聯會
- 田徑校隊
- 羽毛球校隊
- 籃球校隊
- 越野校隊
- 足球校隊
- 游泳校隊
- 欖球校隊
- 乒乓球校隊
- 排球校隊

#### 文化學會
- 美術學會
- 中文辯論隊
- 中文朗誦隊
- 英文辯論隊
- 英語演講隊
- 英語劇社
- 英語話劇隊
- 英文閱讀學會
- 文社
- 數學菁英隊
- 音樂學會
- 科學青苗隊（Science Seedling Team）
- 弦樂團
- 管樂團

#### 宗教學會
- 天主教同學會
- 基督徒團契
- 聖母軍（Legion of Mary）

#### 興趣學會
- 航空學會
- 棋藝社
- 中文劇社
- 資訊科技學會
- 機械人學會
- 攝影及錄製學會
- 氣槍射擊學會

### 音樂及體育發展
高主教書院多年來積極參與香港校際音樂節和香港學校朗誦節，學校的管樂團中亦有不少團員是香港青年管樂演奏家的團員。在2008年及2009年，學校的弦樂團於第60及61屆香港校際音樂節的弦樂中級組中奪得冠軍。管樂團更在2024年參加在歐洲舉行的SCL比賽，獲得管樂團組別第三名。
在運動方面，亦擁有各類運動校隊，包括田徑、游泳、足球、籃球、欖球、羽毛球、乒乓球、越野及劍擊隊等，多年來積極參加各項校際比賽，當中如羽毛球等隊伍更長年於第一組別作賽。在2007/2008學年，學校的田徑隊於中學校際田徑錦標賽中取得第三組的全場總冠軍，同年籃球隊於中學校際籃球比賽（港島區）中亦取得第一組的全場總亞軍及第二組的全場總冠軍。在2017/2018學年，學校的游泳隊於中學校際游泳比賽第二組中取得男子全場總冠軍，亦取得男子甲組冠軍，男子乙組季軍及男子丙組亞軍，成功晉升第一組。是次為游泳隊自成立50年來，首次以全場總冠軍晉升中學校際游泳比賽第一組。
另外，學校也申請了優質教育基金，使學生能夠更加完善地進行訓練。學校目前擁有三個制服團體，分別為港島第99旅童軍團、港島第99旅深資童軍團和香港紅十字會青年團第7團。

### 出版刊物
| 刊物         | 類型   | 製作部門 |
| ------------ | ------ | -------- |
|              | 校刊   | 學校     |
|              | 年刊   | 學生會   |
| （《砥柱》） | 散文集 | 文社     |
|              | 雜誌   | 英文學會 |

## 小學部
高主教書院小學部（英語：Raimondi College Primary Section），是天主教香港教區屬下的一所英文小學，創辦於1958年。
高主教書院小學部直屬於高主教書院，原與中學部共用位於香港中環半山羅便臣道2號的校舍，但爲了讓中學部在推行三三四高中教育改革後有更大空間作教學用途，小學部於2008年8月搬遷往位於灣仔司徒拔道肇輝臺1E的前聖瑪加利書院校舍，同時轉為男女校。2014－2015年，陳麗儀校長退休，由聖公會德田李兆強小學前校長廖呂麗青女士接任，修訂考試制度並增設測驗。2016年4月1日，原為副校長的劉薇薇女士接替廖呂麗青女士，擔任校長一職。劉薇薇女士其後於2017年8月榮休結束其在高主教書院小學部41年的服務，而校長一職由林銀燕女士接任。

## 幼稚園部
高主教書院幼稚園部（英語：Raimondi College Kindergarten Section）是天主教香港教區屬下的一所幼稚園，直屬於高主教書院，創辦於2012年。
高主教書院幼稚園部早期位於小學部校舍香港羅便臣道2號，校方於1999年9月因小學部地方不敷應用而暫停營辦。
天主教香港教區於2012年9月重辦高主教書院幼稚園部，於教區屬校天主教聖猶達幼稚園香港北角建華街30號的校址為高主教書院幼稚園部校址提供幼兒教育服務。

## 參看
- 香港中學列表

## 外部連結
- 高主教書院 （页面存档备份，存于）
- 高主教書院Facebook專頁 （页面存档备份，存于）
- 高主教書院小學部 （页面存档备份，存于）
- 高主教書院幼稚園部 （页面存档备份，存于）
- 高主教書院舊生會
- 高主教書院校友會（多倫多） （页面存档备份，存于）
- 高主教書院港島第99旅童軍團 （页面存档备份，存于）
- 主教座堂堂區屬校宣傳影片:高主教書院 （页面存档备份，存于）